# Моррис, Джон (фоторедактор)
Джон Годфри Моррис (англ. John Godfrey Morris; 7 декабря 1916, Нью-Джерси, США — 28 июля 2017, Париж, Франция) — американский фоторедактор, журналист и писатель. Всю жизнь проработал фоторедактором в разных печатных изданиях — LIFE, Ladies’ Home Journal, The Washington Post, The New York Times. Был единственным в истории агентства Magnum Photos ответственным редактором.

## Биография
Во время Второй мировой войны Джон Моррис некоторое время работал в лондонском отделении журнала LIFE. В том числе именно он был ответственным за освещение высадки союзников в Нормандии в июне 1944 и, соответственно, редактировал и публиковал легендарные снимки Роберта Капы.
После войны Моррис работал в главном женском журнале того времени — Ladies' Home Journal.
В 1952 основатели агентства Magnum, с которыми Моррис очень дружил, пригласили его стать первым (и на данный момент единственным) ответственным редактором.
Затем некоторое время работал в газете The Washington Post.
В 1967 стал фоторедактором The New York Times, одной из самых влиятельных газет того времени. Моррис изменил формат The New York Times, сделав изображения не менее важными, чем текст.
В 1983 Моррис стал парижским корреспондентом журнала National Geographic. В 1998 опубликовал мемуары «Get the Picture. a Personal History of Photojournalism». Жил в Париже, писал статьи для разных изданий, включая Vanity Fair.
В 2013 году вышел документальный фильм о Джоне Моррисе — Get the Picture (студия Ferndale Films, режиссёр Кэти Пирсон).